# Ema (Fluss)
Der Ema ist ein 27 km langer Fluss in der Region Toskana in Italien, der die Metropolitanstadt Florenz von Südost nach Nordwest durchquert und in Florenz als rechter Nebenfluss in den Greve mündet.

## Verlauf
Der Ema, früher auch Ima, entspringt ca. 1 km westlich des Poggio alla Croce und nördlich des Monte Scalari (auch Montescalari) im Gemeindegebiet von Greve in Chianti durch das Zusammenfließen dreier Quellen (Fonte degli Aceri, Croce a Trogoli und Fonte delle Faule). Von hier fließt er zunächst nach Nordwesten und streift San Polo in Chianti (230 m, Gemeinde Greve in Chianti). Weiter nach Nordwesten fließend dient er als Grenzfluss zwischen Greve in Chianti (insgesamt 12 km im Gemeindegebiet), Impruneta (insgesamt 2 km im Gemeindegebiet) und Bagno a Ripoli. Hier trifft er zunächst auf die Ortsteile Capannuccia (103 m), Grassina und Ponte a Ema (87 m); bei Ponte a Niccheri fließt von rechts der Antella zu, dann unterquert der Ema die Autostrada A1. Nach Ponte a Ema wendet der Fluss sich nach Westen und tritt bei Cascine del Riccio nach 8 km im Gemeindegebiet von Bagno a Ripoli in das von Florenz ein. Hier verbleibt er 6 km und tritt dann unterhalb und kurz nördlich der Certosa San Lorenzo di Galluzzo und südlich von Galluzzo dem Fluss Greve als rechter Nebenfluss bei.

## Der Ema in der Literatur (Dante)
Der Ema wurde schon von Dante Alighieri im Paradiso seiner Göttlichen Komödie (16. Gesang, 142–144) erwähnt. 
- Molti sarebber lieti, che son tristi, se Dio t’avesse conceduto ad Ema, la prima volta ch’a città venisti[5]
- dt. in der Übersetzung von Karl Streckfuß: Wohl Viele würden froh sein, die jetzt bangen, Wenn Gott der Ema dich vermählt, als du Zum ersten Male nach der Stadt gegangen.[6]
- Dante bezieht sich hierbei auf Buondelmonte de’ Buondelmonti (1216 in Florenz gestorben), den viele Fiorentiner vor seiner Ankunft in Florenz lieber tot im Ema gesehen hätten. Dies basiert auf dem Konflikt mit Oderrigo de’ Fifanti (Oddo Arrighi), der dabei mit dem Messer am Arm verletzt wurde. Um den Konflikt beizulegen, sollte Buondelmonte eine Nichte des Oddo aus der Familie der Amidei heiraten, sagte die Heirat aber im letzten Moment ab, da er sich in Aldrada Donati verliebt hatte. Der neuerlichen Beleidigung begegnete der Arrighi mit einem Mordkomplott auf der Ponte Vecchio, bei dem Buondelmonte starb.[3] Der Konflikt der Parteien wurde nie beigelegt und führte zu der Rivalität von Ghibellinen und Guelfen.[7]

## Bilder

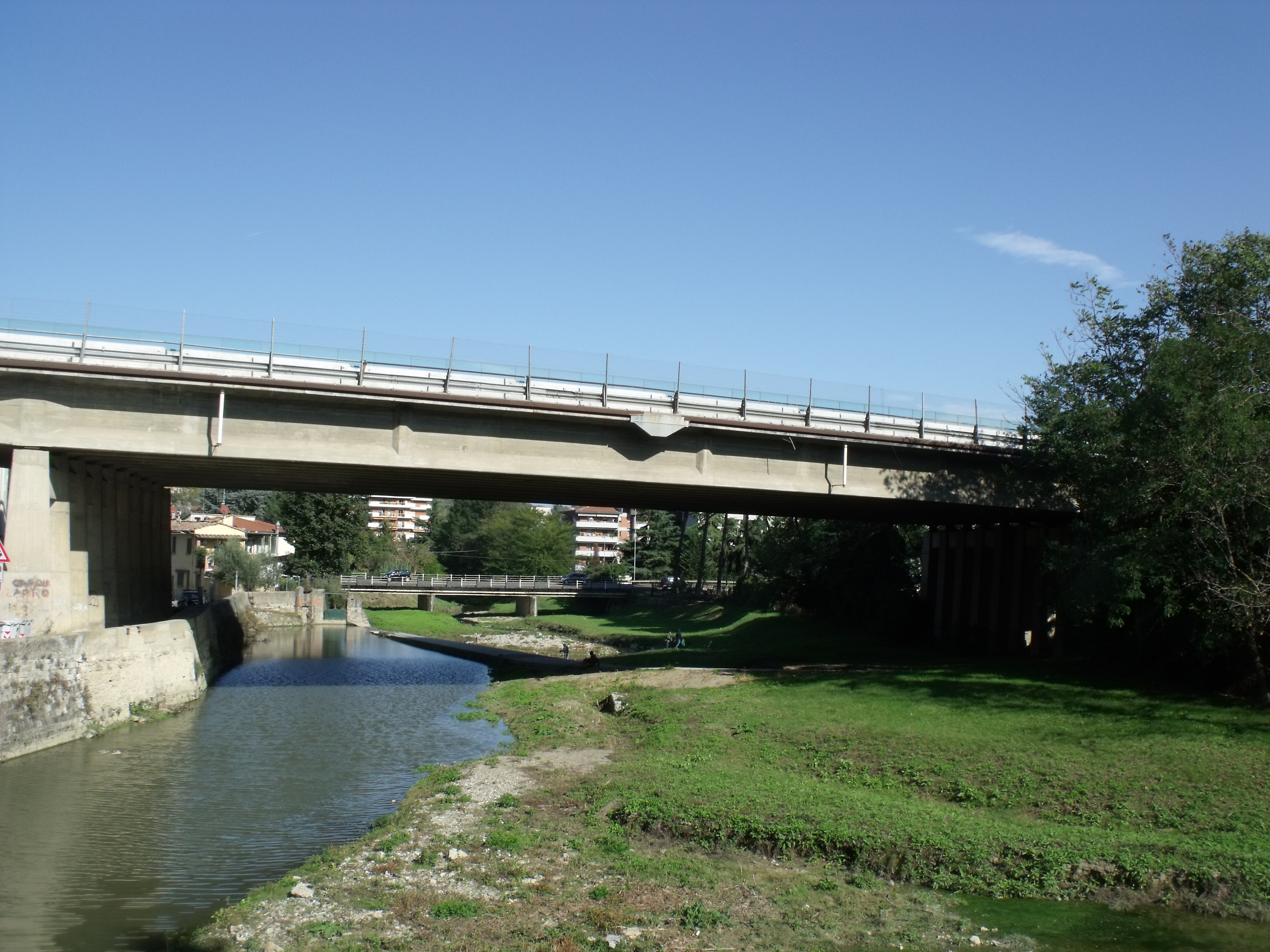
Der Ema kurz vor Ponte a Ema (Bagno a Ripoli)
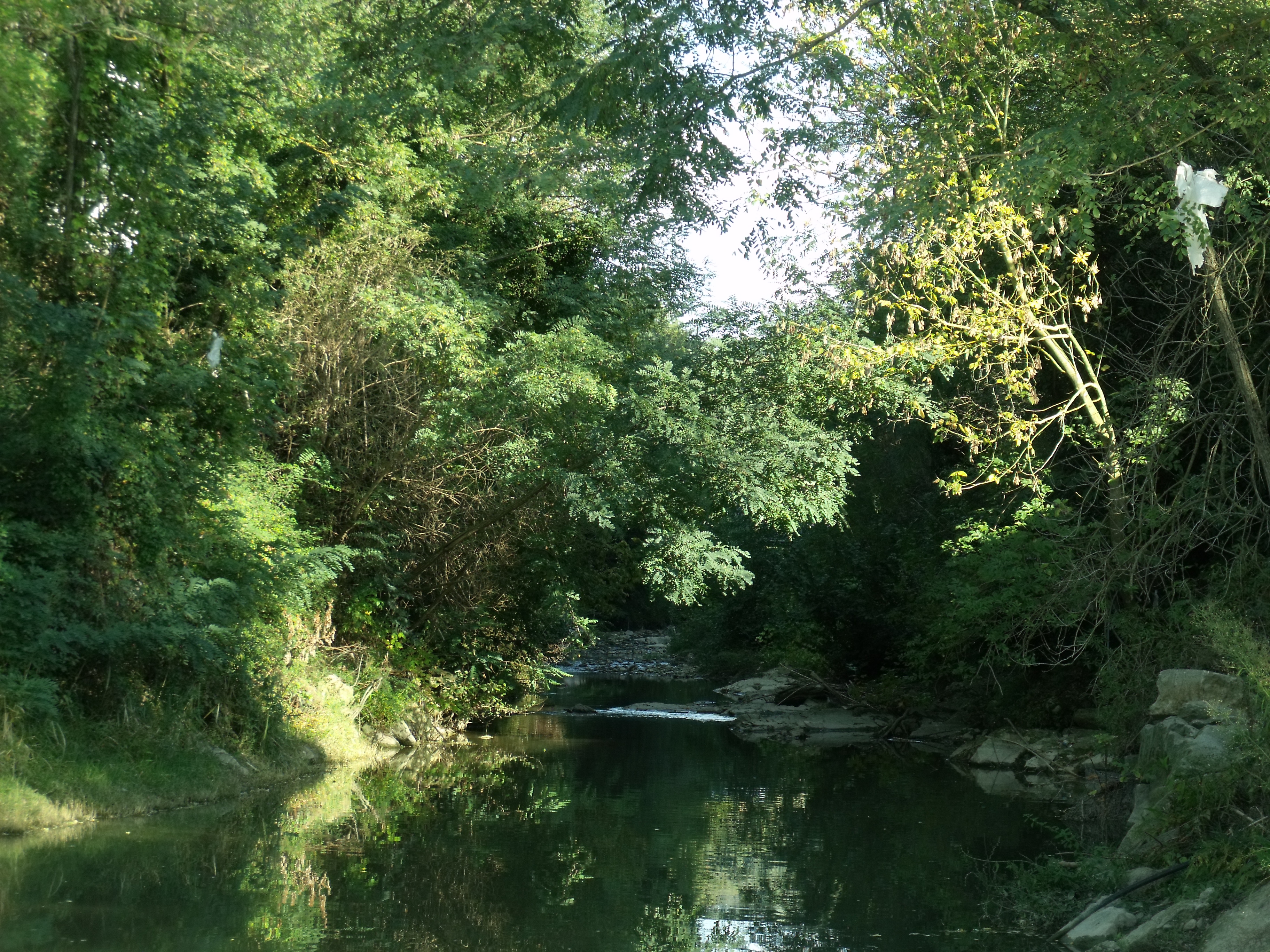
Der Ema bei Galuzzo (Florenz)
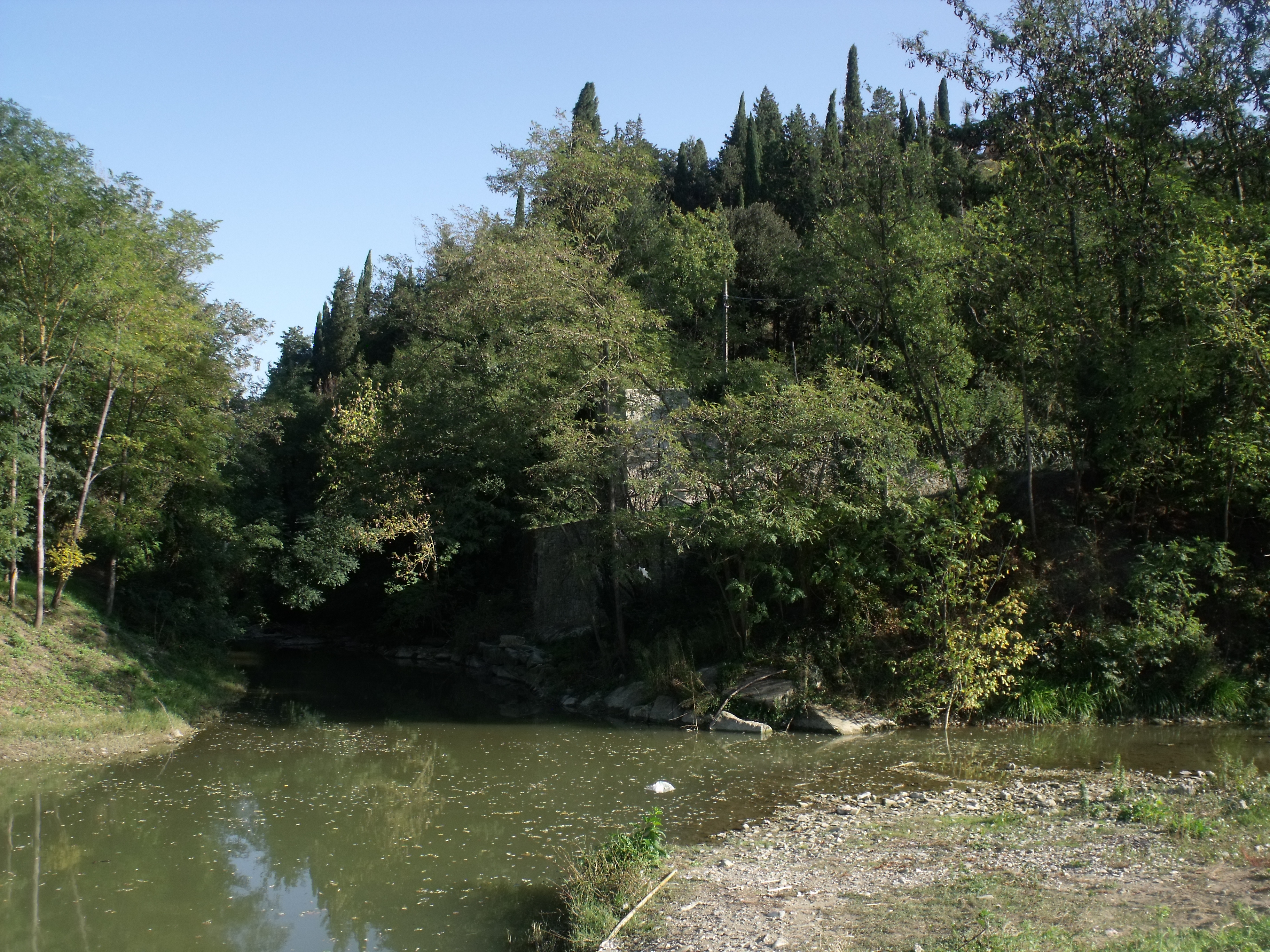
Zusammenfluss von Ema (oben) und Greve (rechts) in Galuzzo unterhalb der Certosa San Lorenzo